# Immenreuth
Immenreuth (bairisch: Immarad) ist eine Gemeinde im Oberpfälzer Landkreis Tirschenreuth und liegt unweit des Fichtelgebirges.

## Geografie

### Geografische Lage
Die Gemeinde liegt im äußersten Norden der Oberpfalz, zwischen Steinwald und Fichtelgebirge. Der größte Teil des Gemeindegebietes gehört zum Naturpark Fichtelgebirge, lediglich der Hauptort und die südlich davon gelegenen Gemeindeteile liegen außerhalb des Parks.

### Nachbargemeinden
| Gemeindefreies Gebiet Fichtelberg | Mehlmeisel                                  |         |
| Kirchenpingarten                  | Kompassrose, die auf Nachbargemeinden zeigt | Kulmain |
| Speichersdorf                     | Kemnath                                     |         |

### Gemeindegliederung
Es gibt 16 Gemeindeteile (in Klammern ist der Siedlungstyp angegeben):
- Ahornberg (Dorf)
- Döberein (Weiler)
- Gabellohe (Dorf)
- Günzlas (Weiler)
- Haid am Forst (Weiler)
- Herzogshut (Weiler)
- Hölzlmühle (Weiler)
- Immenreuth (Pfarrdorf)
- Katzenöd (Einöde)
- Königskron (Einöde)
- Plößberg (Dorf)
- Poppenberg (Weiler)
- Punreuth (Weiler)
- Schadersberg (Weiler)
- Tiefenlohe (Weiler)
- Zweifelau (Dorf)

Es gibt die Gemarkungen Ahornberg, Immenreuth, Lenau (nur Gemarkungsteil 3) und Punreuth.

## Geschichte
Die Geschichte Immenreuths geht bis in das Jahr 1195 zurück. In diesem historisch wichtigen Jahr wurde das damalige Kloster Weißenohe (als Imurut) von Papst Coelestin III. erwähnt. Durch die günstige Lage Immenreuths (an der Handelsstraße nach Eger im heutigen Tschechien) stieg die Bevölkerung zunehmend an. 
Einen großen Aufschwung erlebte das kleine Dorf im Jahr 1878, als die Bahnstrecke Nürnberg–Cheb eröffnet wurde. Dadurch erweckte das Gebiet auch Interesse für größere Unternehmen, was zu einem rasanten Wachstum sowohl der Bevölkerung als auch der Wirtschaft führte. Glas, Keramik und Baumaterialien waren die ersten Güter, die mit der Eisenbahn von Immenreuth aus in alle Welt gingen.
Immenreuth blieb glücklicherweise von den beiden Weltkriegen weitgehend verschont, was dazu beitrug, dass sich Flüchtlinge aus östlichen Gebieten und auf Grund der Nähe zu der sowjetischen Besatzungszone, auch Leipziger und Dresdner niederlassen konnten und aufgenommen wurden.
Im Zuge der Gemeindegebietsreform stimmte die Bevölkerung Immenreuths 1972 mehrheitlich für die Zugehörigkeit zum oberfränkischen Landkreis Bayreuth. Dennoch wurde die Gemeinde dem oberpfälzer Landkreis Tirschenreuth zugeschlagen.

### Entwicklung des Gemeindegebietes
Im Jahr 1945 oder 1946 wurde die Gemeinde Punreuth in die Gemeinde Ahornberg eingegliedert. Diese kam am 1. Januar 1978 zu Immenreuth. Am gleichen Tag wurden auch Gebietsteile der aufgelösten Gemeinde Lenau eingegliedert.
Zum 1. September 2008 wuchs die Gemeindefläche um 7,29 km², als die beiden unbebauten gemeindefreien Gebiete Ahornberger Forst und Flötz in die Gemeinde Immenreuth eingegliedert wurden.
Am 12. Februar 2009 entschied sich der Gemeinderat in einer Abstimmung, die von großem Medieninteresse begleitet wurde, gegen einen Landkreiswechsel vom Oberpfälzer Landkreis Tirschenreuth in den oberfränkischen Landkreis Bayreuth, obwohl der Ort dadurch nach Berechnungen von Bürgermeister Merkl jedes Jahr fast 120.000 Euro weniger Kreisumlage zahlen müsste. Am 7. Juni 2009 fand ein Bürgerentscheid über den Landkreiswechsel statt. Dabei votierte eine deutliche Mehrheit von 71 % der Wähler für einen Verbleib im Landkreis Tirschenreuth.
Zum 1. Januar 2017 kam eine 1,05 km² große Teilfläche des aufgelösten gemeindefreien Gebiets Lenauer Forst zur Gemeinde und gleichzeitig wurden 0,02 km² aus der Gemeinde Kulmain in die Gemeinde Immenreuth umgegliedert.

### Einwohnerentwicklung
Zwischen 1988 und 2018 stagnierte bzw. stieg die Einwohnerzahl von 1889 auf 1903 um 14 Einwohner bzw. um 0,7 %.

## Politik

### Gemeinderat
Die Gemeinderatswahl 2020 ergab folgende Stimmenanteile und Sitzverteilung:
- CSU: 38,8 % (5 Sitze)
- SPD: 17,3 %  (2 Sitze)
- Freie Wähler: 17,5 %  (2 Sitze)
- Immenreuther Wählergemeinschaft: 26,4 %  (3 Sitze)

### Wappen
| Wappen von Immenreuth | Blasonierung: „In Rot ein gesenkter silberner Balken, darin drei blaue Spitzen, darüber schräg gekreuzt zwei goldene Reuthauen.“ |
| Wappen von Immenreuth | Wappenbegründung: Die Reuthauen sind typische bäuerliche Rodungswerkzeuge als redendes Bild für das Ortsnamensgrundwort -reuth. Der mit Spitzen belegte Balken aus dem Familienwappen der Pfreimder steht stellvertretend für die wechselnden adeligen Inhaber von Rechten und Gütern; die Pfreimder übten vom ausgehenden 15. bis zum 18. Jahrhundert in dem zur Gemeinde Immenreuth gehörenden Ort Zweifelau (Landsassengut Kulmain an der Kirche) Herrschaftsrechte aus. Dieses Wappen wird seit 1973 geführt. |

## Kultur und Sehenswürdigkeiten

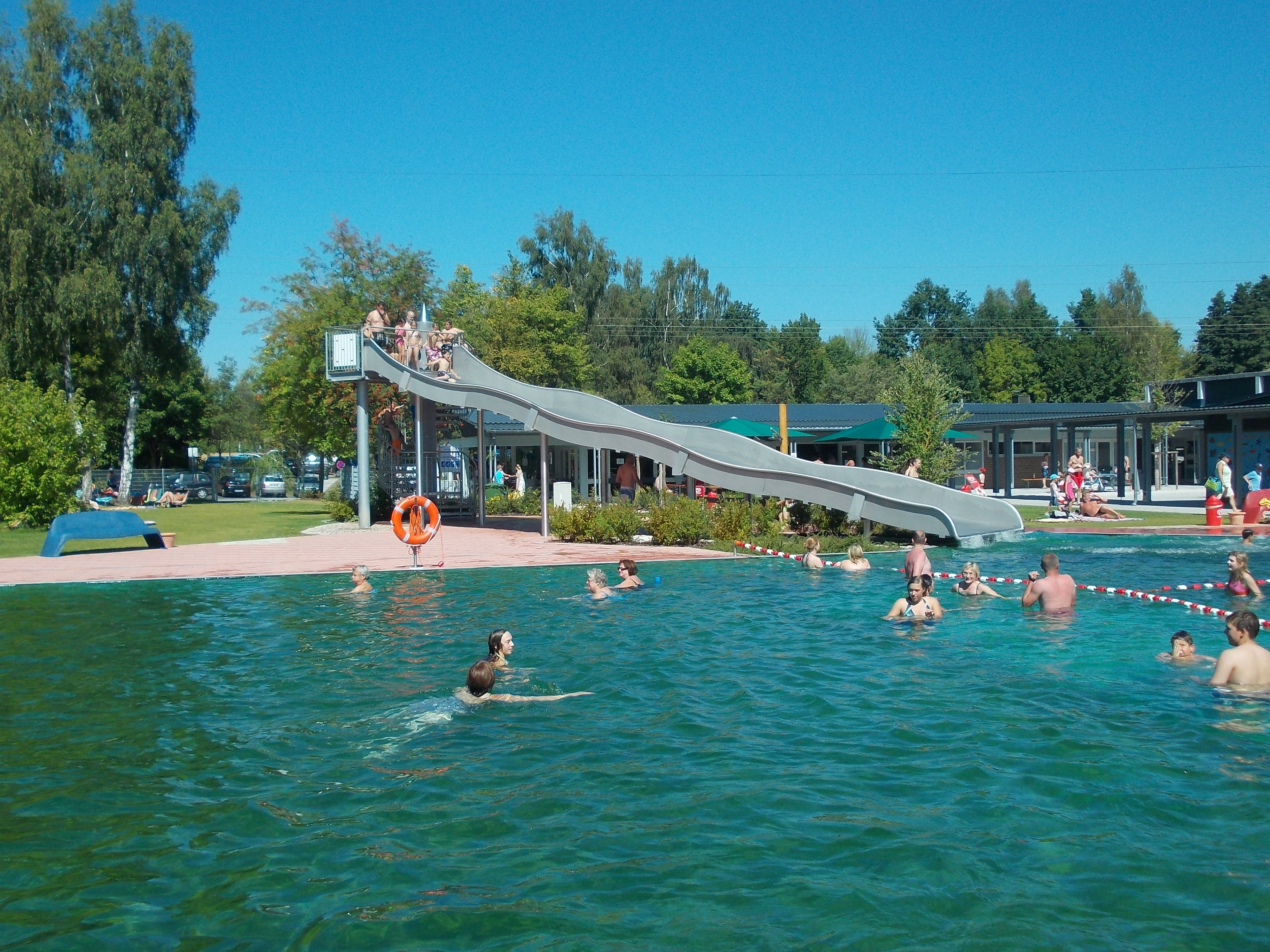
Wellenrutsche

### Bauwerke
- Katholische Kirche Herz Jesu
- Sommerferienzentrum mit Freibad

Das Naturerlebnisbad wurde als konventionelles Freibad 1972 eröffnet und nach umfassender Sanierung von 2009 bis 2011 mit ökologischer Klärung des Wassers wiedereröffnet. Das Bad besitzt neben einem Sprungturm auch eine Wellenrutsche
- Campingplatz

### Natur
Der Ferienort Immenreuth liegt in einer der abwechslungsreichsten Gegenden Nordbayerns. Viele idyllisch gelegene Seen, wie zum Beispiel das Naturschutzgebiet Hirschberg- und Heidweiher in der Gabellohe und die großen Waldgebiete Ahornberger Forst und Lenauer Forst sind von Wanderwegen durchzogen, die bis zum Bayreuther Haus führen.

### Sport
- Skilift Tannenberg
- Langlaufloipen
- Sportverein Immenreuth (Tennis, Tischtennis, Fußball)

## Wirtschaft und Infrastruktur
Aus der Glasfabrik entwickelte sich ein moderner kunststoffverarbeitender Betrieb. Drei ortsansässige Bauunternehmen sind überregional tätig. Die Infrastruktur von Immenreuth umfasst Volksschule, Kindergarten, Katholische Kirche, Evangelische Kirche, Ärzte, Praxis für physikalische Therapie, interdisziplinäre Praxisgemeinschaft für Ergotherapie und Logopädie, Kosmetikstudio, Bankfilialen, Lebensmittelmärkte, Metzgerei, Getränkehandel, Landhandelsbetrieb, Landmaschinenhändler, Bauschlossereien, Sägewerke, Schreinerei, Malerbetrieb, Baggerbetrieb, Holzhandelsunternehmen mit Fuhrbetrieb, Holzrückebetriebe, Import/Exporthandelsbetrieb, Friseurstudios, Werbeagentur, Blumen- und Dekorationsgeschäfte, Kraftfahrzeughändler, Sanitärinstallationsbetrieb, Elektrohandelsgeschäfte, Bauplanungsbüros, Softwareentwicklungsbüro, Sportgeschäft und Gaststätten.

### Öffentliche Einrichtungen
- Familienferienstätte Immenreuth (Kolping-Ferienstätte).

### Verkehr

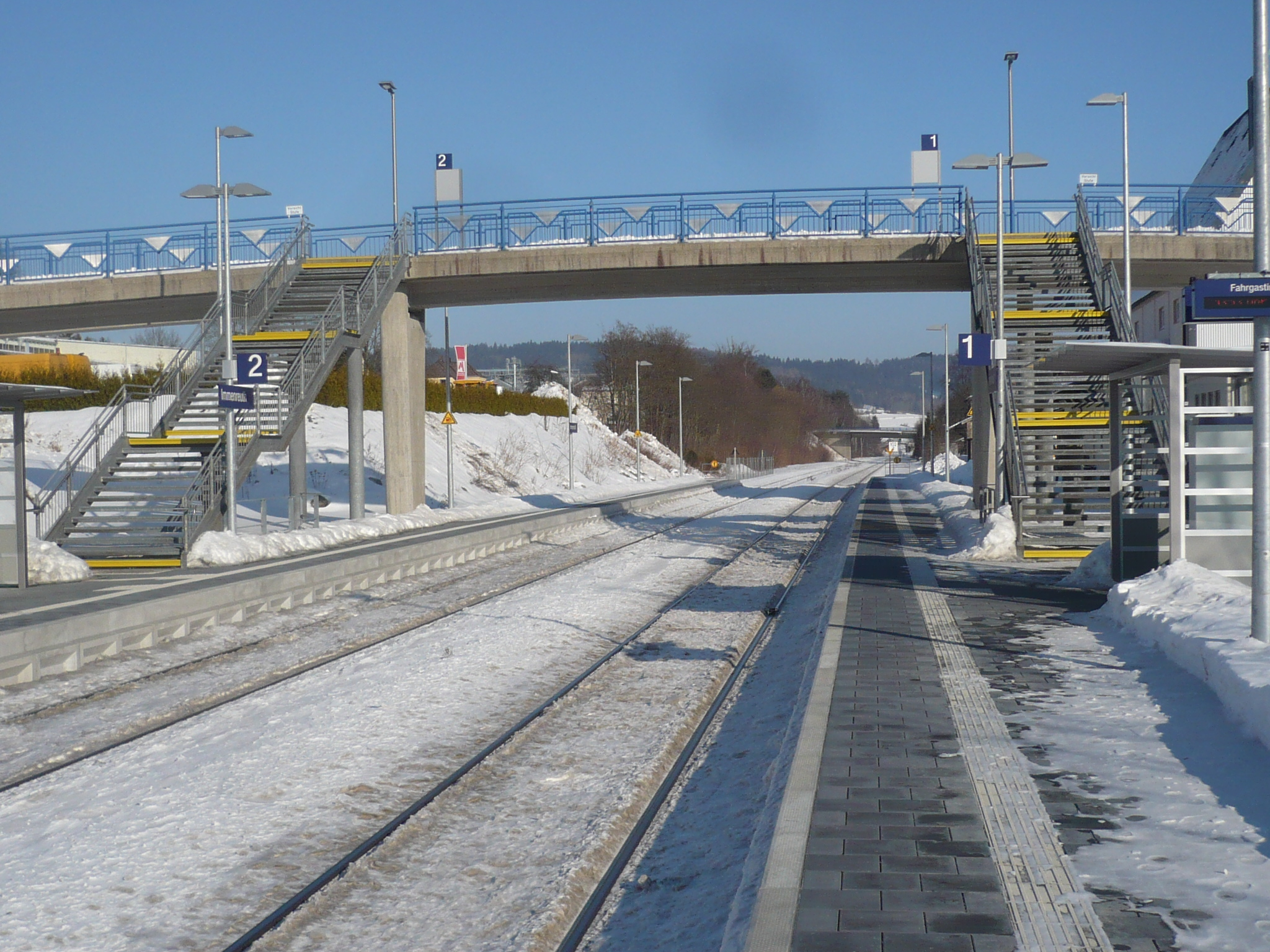
Der ehemalige Bahnhof Immenreuth ist heute zum Haltepunkt abgestuft

Der Haltepunkt Immenreuth liegt an der Bahnstrecke Nürnberg–Cheb.

## Persönlichkeiten

### Ehrenbürger
- Gerhard Markgraf[14] (1929–2012), Bauunternehmer
- Gerhard Tretter
- Alfons Wurm
- Gabriele Sieber

### Söhne und Töchter der Gemeinde
- Valentin Kuhbandner (1921–1980), Politiker (SPD)

## Sonstiges
In Immenreuth befindet sich das SOS-Kinderdorf „Oberpfalz“, eines der 16 deutschen SOS-Kinderdörfer.